# Canal de la Thielle
Le canal de la Thielle, appelé en allemand Zihlkanal, est un canal situé en Suisse dans le Seeland.
Ce canal a été creusé lors de la première correction des eaux du Jura. Il remplace le cours de la Thièle entre les lacs de Neuchâtel et Bienne. Il a la dimension d'une voie fluviale internationale.

## Histoire
Le canal a été creusé lors des travaux de la première correction des eaux du Jura. Auparavant la Thièle reliait les lacs de Neuchâtel et Bienne par un cours sinueux. Le canal a été creusé afin de relier ces deux lacs par une voie navigable relativement droite et correspondant au nouveau niveau d'eau engendré par les travaux ; niveau d'eau inférieur de 2,7 m environ.

## Source
- [PDF] Daniel L.Vischer, Histoire de la protection contre les crues en Suisse, Rapports de l'OFEG, Séries Eaux, 2003.